# 西田正規
西田 正規（にしだ まさき、1944年 - ）は、日本の人類学者、筑波大学名誉教授。

## 略歴
京都府生まれ。京都大学理学部人類学科卒、同大学院博士課程退学（自然人類学）。1980年「縄文時代の食料資源と生業活動 鳥浜貝塚の自然遺物を中心として」で理学博士。京都大学霊長類研究所を経て、筑波大学助教授、教授となる。2007年定年退任、名誉教授。

## 著書
- 『定住革命 遊動と定住の人類史』 (ノマド叢書) 新曜社 1986　『人類史のなかの定住革命』講談社学術文庫 2007
- 『縄文の生態史観』 (UP考古学選書) 東京大学出版会 1989

### 共編著
- 『森を追われたサルたち 人類史の試み』加藤晋平共著 同成社 1986
- 『人間性の起源と進化』北村光二, 山極寿一共編. 昭和堂 2003

## 論文
- <西田正規